# Hrvatski Nogometni Klub Orijent 1919
Il Hrvatski Nogometni Klub Orijent 1919 è una società calcistica croata del sobborgo fiumano di Sussak. Milita attualmente nella seconda divisione del campionato di calcio croato. Disputa le sue partite interne presso lo stadio Crimea.

## Denominazioni
- 1919: JŠD Orijent
- 1946: FD Jedinstvo Sušak
- 1947: FD Primorje Sušak
- 1950: SD Budućnost Trsat-Sušak
- 1953: NK Orijent
- 2014: HNK Orijent 1919

## Storia
L'Orijent è stato fondato il 12 giugno 1919 a Sussak, sobborgo orientale fiumano a maggioranza croata.
Dice la leggenda che il nome fu scelto da uno dei fondatori del club dopo aver visto una nave chiamata Orient nel porto di New York durante un viaggio negli Stati Uniti d'America. Quando il regime cambiò, l'Orijent fu costretto a cambiare più volte il nome in Jedinstvo (=Unità) , Primorje (= litorale), Primorac (= litorneo) e Budućnost (=Futuro). Alla fine del 1953 il club riprese la denominazione originale Orijent.
Sebbene l'Orijent abbia trascorso la maggior parte della sua storia nelle serie minori della Jugoslavia e della Croazia, era e rimane molto popolare nella popolazione di Sussak.
Il maggior trionfo venne nel 1969 quando la squadra si aggiudicò il primo posto del girone ovest della seconda divisione jugoslava, sebbene abbia poi perso i play-off per la promozione. Altri risultati di rilievo furono il raggiungimento dei quarti di finale nella Coppa di Jugoslavia nel 1980-81 (sconfitta ai rigori dal Budućnost Podgorica) e 1982-83 (sconfitta ancora ai rigori dal Sarajevo). L'Orijent ha giocato nella massima divisione croata solo una stagione, nel 1996-97, finendo 14º e retrocesso.
Dopo alcune stagione in seconda divisione sono retrocessi in terza, ove sono stati per un decennio una presenza stabile, fino alla ristrutturazione dei campionati minori dell'estate 2014 che li ha visti retrocedere nel massimo campionato regionale (la Prva županijska nogometna liga o 1. ŽNL) nonostante il 6º posto finale. Nella stessa estate la società viene sciolta, ed è rifondata con il nome di HNK Orijent 1919.

## Strutture

### Stadio
Disputa le partite casalinghe allo stadio Crimea che prende il nome dal rione di è il quartiere di Sussak (Krimeja) ove si trova il campo di gioco. La capienza è di 3000 posti ed è in erba naturale. È stato ammodernato nell'estate 2019 per permettere l'ammissione alla Serie B croata. Lo stadio è stato costruito nel 1923 (inaugurato il 20 maggio contro lo HAŠK Zagabria) ed ha avuto una capienza che può arrivare a 7000 posti.

## Palmarès

### Competizioni nazionali
- 2. Savezna liga: 1

1968-1969 (girone ovest)
- Hrvatska republička liga: 3

1983-1984 (girone Ovest), 1984-1985 (girone Ovest), 1985-1986 (girone Ovest)
- Sušački nogometni podsavez: 14

1922-1923, 1923-1924, 1924-1925, 1927-1928, 1928-1929, 1929-1930, 1930-1931, 1931-1932, 1933-1934, 1934-1935, 1935-1936, 1936-1937, 1937-1938, 1939-1940

### Altri piazzamenti
- Druga hrvatska nogometna liga:

Secondo posto: 1993-1994 (girone Sud), 1994-1995 (girone Ovest)
Terzo posto: 1997-1998 (girone Ovest), 2019-2020

## Tifoseria
I tifosi più accesi formano il gruppo dei Red Fuckers (fondato nel 1988, un anno dopo l'Armada Rijeka). Allo stadio Crimea si posizionano alla sinistra rispetto a chi è seduto nella tribuna centrale. Non è raro trovare a Sussak murales con lo stemma della squadra, qualcuno anche con lettere glagolitiche.